# Bärtnäsfjärden
De Bärtnäsfjärden is een fjord annex baai binnen de Zweedse gemeente Piteå. De baai wordt gevoed door water uit twee beken: de Mjövikbeek en de Rönningsbeek. De fjord maakt deel uit van een uitgestrekt fjordengebied in het noorden van de Botnische Golf. In de fjord/baai ligt een aantal eilanden: Gråsjälsgrundet, Lakakallarna en Berkön, waarvan het laatste een vrije tocht naar de Botnische Golf blokkeert. Via twee zeearmen N en S Berkösundet komt het water in de Golf.   